# Кінець Чирви-Козиря
«Кінець Чирви-Козиря» (рос. «Конец Чирвы-Козыря») — український радянський художній фільм 1957 року режисера Василя Лапокниша за мотивами п'єси Івана Микитенка «Диктатура». Прем'єра фільму відбулася 18 лютого 1959 року.

## Сюжет
Дія відбувається в українському селі Горбачі восени 1929 року на порозі першої радянської п'ятирічки. У розпал заготівлі хліба куркуль Антін Чирва зариває в землю 600 пудів зерна, щоб не продавати його державі за заниженою ціною. 
У село для організації хлібозаготівель приїжджає комуніст Григорій Дудар. Його перші збори і голосування зазнають поразок через провокації куркулів…

## У ролях
- Павло Усовніченко — Григорій Дудар, робочий, хлібозаготівельник
- Володимир Аркушенко — Петро Малоштан, бідний селянин
- Олександр Хвиля — Андрій Чирва, кулак
- Дмитро Мілютенко — Макар Митрофанович Півень, кулак
- Сергій Сміян — Кузя Сироватка
- Надія Доценко — Настя Бондаренко, голова комнезаму
- Іван Переверзєв — Степан Іванович Чабаненко, секретар окружкому
- Ада Роговцева — Оксана
- Борис Мартинов — Грицько Чирва
- Тамара Носова — Параня Півень
- Костянтин Артеменко — Гусак, підкуркульник
- Іван Костюченко — Лопух, хлібозаготівельник
- Микола Дупак — Антон Ромашка, середняк
- Микола Панасьєв — Горох, комнезамовець
- Володимир Данілін — Васько Малоштан
- Галина Короткевич

## Творча група
- Автор сценарію: Олександр Левада
- Режисер-постановник: Василь Лапокниш
- Оператори-постановники: Олександр Ананасов, Леонід Кохно
- Композитор: Юлій Мейтус
- Звукооператори: Ніна Авраменко, Аркадій Лупал
- Художники-декоратори: Олександр Кудря, Олег Степаненко
- Художник по костюмах: Юнія Майєр
- Художники по гриму: В. Чухманенко, В. Шикін
- Режисер: Валентин Павловський
- Асистент режисера: В. Колтоновський
- Редактор фільму: Надія Орлова
- Режисер монтажу: Тетяна Лапокниш
- Постановка танців: Вахтанг Вронський
- Директор картини: Я. Шнайдер